# Nova Laranjeiras
Nova Laranjeiras is een gemeente in de Braziliaanse deelstaat Paraná. De gemeente telt 11.577 inwoners (schatting 2009).

## Aangrenzende gemeenten
De gemeente grenst aan Diamante do Sul, Espigão Alto do Iguaçu, Guaraniaçu, Laranjal, Laranjeiras do Sul, Marquinho, Palmital en Rio Bonito do Iguaçu.